# Ceratopetalum apetalum
Ceratopetalum apetalum är en tvåhjärtbladig växtart som beskrevs av David Don. Ceratopetalum apetalum ingår i släktet Ceratopetalum och familjen Cunoniaceae. Inga underarter finns listade i Catalogue of Life.